# 瓜州県
瓜州県（かしゅう-けん）は中華人民共和国甘粛省酒泉市に位置する県。旧称は安西県。県人民政府の所在地は淵泉鎮。

## 歴史
瓜州の名は『漢書』「地理志」に見られ、「古の瓜州の地は美しき瓜が生う」と記載されている。唐朝は瓜州をここの地名として正式使用した。清朝康熙末年のツェワンラブタンの叛乱平定後、瓜州は安西衛と改称された。
1913年（民国2年）に安西衛は安西県と改称された。
2006年2月25日に安西県は瓜州県と改名された。

## 行政区画
9鎮、1民族鎮、2郷、3民族郷を管轄：
- 鎮：淵泉鎮、柳園鎮、三道溝鎮、南岔鎮、鎖陽城鎮、瓜州鎮、西湖鎮、河東鎮、双塔鎮
- 民族鎮：腰站子ドンシャン族鎮
- 郷：布隆吉郷、梁湖郷
- 民族郷：七墩回族ドンシャン族郷、広至チベット族郷、沙河回族郷

## 交通
- 蘭新線
  - 柳園駅

## 観光地
- 楡林窟